# 橘保国
橘 保国（たちばな やすくに、正徳5年（1715年） - 寛政4年閏2月23日（1792年4月14日））は、江戸時代中期の大坂で活躍した狩野派の町絵師。

## 来歴
橘守国の子、門人。大坂の人。幼名は大助。父と同じ後素軒を号す、秋筑堂という堂号も用いたという。父について狩野派の画法を学び、父の業を継いで主に絵本の挿絵を描いた。父との合作もある。
著作として、宝暦5年（1755年）刊行の『絵本野山草』5巻5冊、宝暦7年（1757年）刊行の『画志』3冊、安永8年（1779年）刊行の『絵本詠物選』5巻などが挙げられる。そのうち『絵本野山草』は、165品にも及ぶ植物の特徴を精緻な図とともに記述した本である。反面、保国は肉筆画も描いたはずであるが、現在殆ど確認されていない。宝暦5年までに法橋、明和7年（1770年）までに法眼位を得ている。寛政4年（1792年）閏2月23日死去。享年78。墓所は父と同じく、大阪市中央区中寺町の久成寺（くじょうじ）。
門人に、婿養子の橘保春、また橘守行も父守国か保国の弟子だったと想定される。

## 作品
| 作品名           | 技法         | 形状・員数 | 寸法（縦x横cm） | 所有者             | 年代              | 落款                           | 印章             | 備考 |
| ---------------- | ------------ | ---------- | --------------- | ------------------ | ----------------- | ------------------------------ | ---------------- | ---- |
| 鯉図             | 紙本著色     | 1幅        |                 | 個人               | 安永6年（1777年） |                                |                  |      |
| 東海道富士図     | 紙本墨画     | 1幅        |                 | 個人               | 天明6年（1786年   | 法眼保国行年七十歳筆           |                  |      |
| 鯉乃滝登り図屏風 | 紙本金地著色 | 六曲一双   | 本間            | 白鹿記念酒造博物館 | 寛政2年（1790年） | 法眼保国行年七十五歳筆（左隻） | 朱文方印（各隻） |      |

## 参考図書
- 『原色浮世絵大百科事典』 第2巻 大修館書店、1982年
- 浅野秀剛 「橘守国とその門流」『浮世絵芸術』第82-84号、国際浮世絵学会、1984-85年